# Kryształy naśladowcze

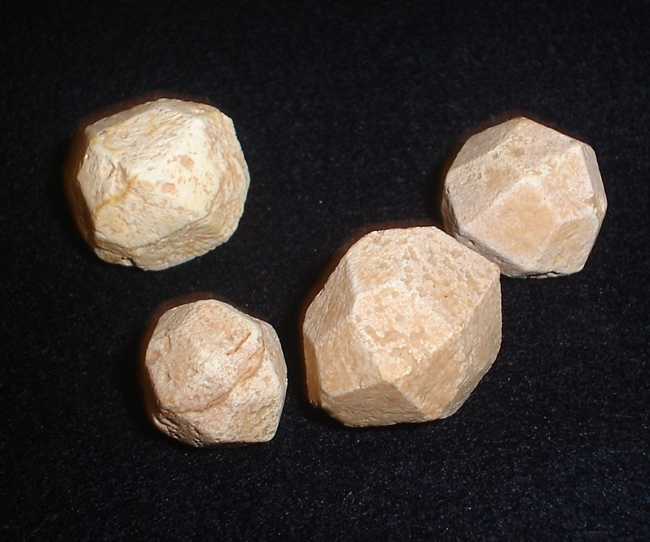
kryształy leucytu (dwudziestoczterościan deltoidowy)

Kryształy naśladowcze – są to kryształy, których wysoka symetria geometryczna jest wynikiem wielokrotnego zbliźniaczenia osobników należących do jednej z klas o mniejszej ilości elementów symetrii. Takie kryształy tworzy np. leucyt.
Ich kształt zewnętrzny dokładnie odpowiada 24-ścianowi deltoidowemu z klasy 48-ścianu układu regularnego. Postać ta jest tak powszechna i charakterystyczna dla leucytu, że dawniej nazywano ją nawet „leucytoedrytem”.  Minerał ten badany pod mikroskopem, okazuje wielokrotne zbliźniaczenie  listewkowatych osobników o symetrii właściwej kryształom tetragonalnym.